# Carolina Reaper

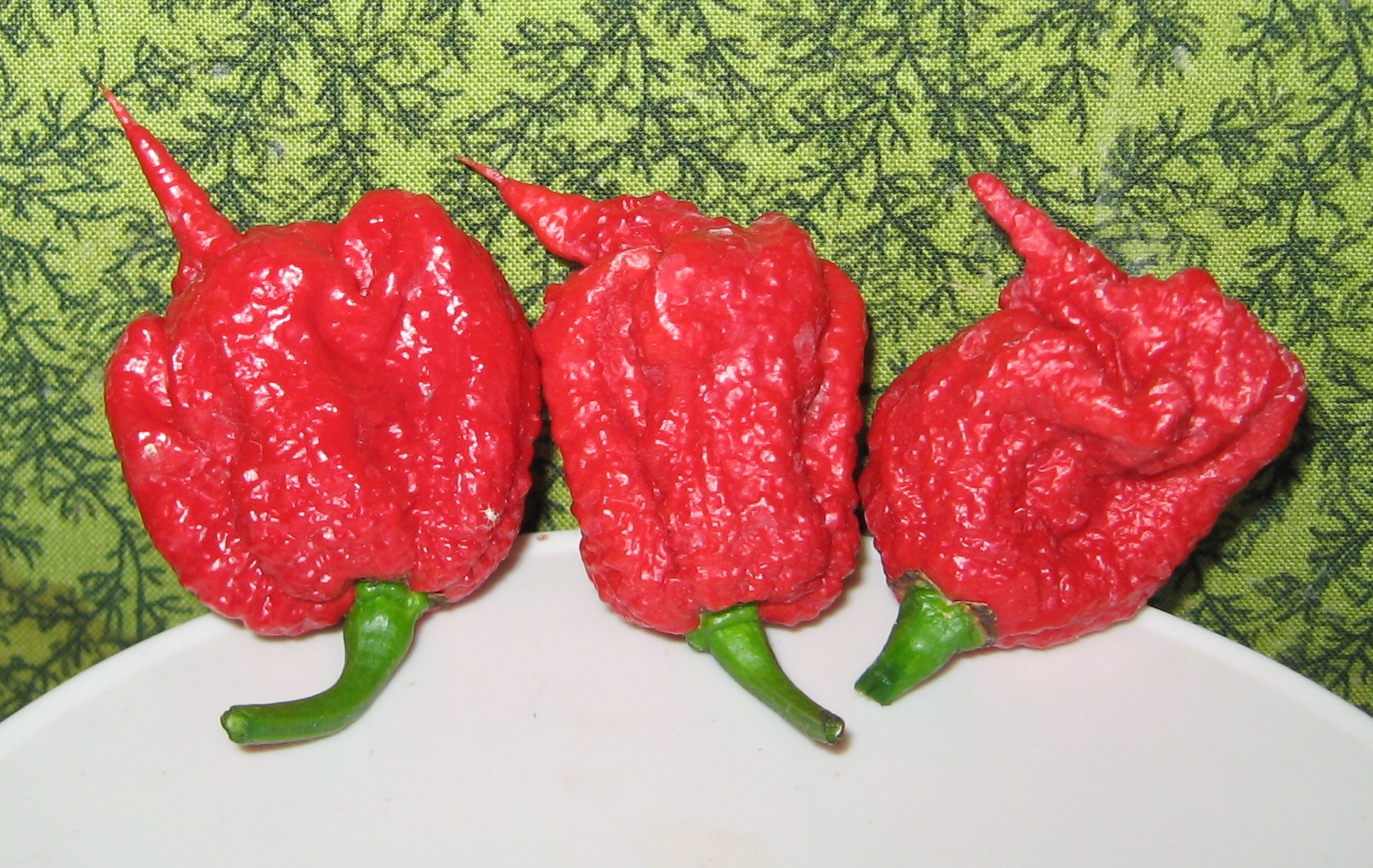
Carolina reaper

Le Carolina Reaper (la « Faucheuse de la Caroline ») est un cultivar de piment de l'espèce Capsicum chinense (piment Habanero) qui fut de 2013 à 2017 le piment le plus fort du monde avant l'arrivée du Dragon's Breath puis du piment Pepper X. Initialement nommé « HP22BNH », le Carolina Reaper est cultivé par Ed Currie, qui dirige la PuckerButt Pepper Company à Fort Mill en Caroline du Sud (sud-est des États-Unis) et cultive également son successeur le Pepper X. 
Le croisement original était entre des piments Habanero de l'ile caribéenne Saint-Vincent et des piments Naga Bhut Jolokia du Pakistan. Le Carolina Reaper a été classé comme le plus fort piment par le Livre Guinness des records de 2013 à 2023,. Il se situe en moyenne à 1 569 300 sur l'échelle de Scoville avec des pointes à plus de 2 200 000 Scoville Heat Units (SHU).
Le précédent record pour les piments était détenu par le Trinidad Moruga Scorpion.